# Göteborgs konstskola

Göteborgs konstskola, tidigare Hovedskous målarskola, är en konstskola i Göteborg som grundades 1945 av den danske konstnären och motståndsmannen Börge Hovedskou på Haga Nygata 4. Han skapade en modern målarskola med bland annat dagliga modellstudier. År 1961 anställde han den tidigare eleven Brita Larson som grafikassitent. När Hovedskou avled 1966, köpte hon skolan av dödsboet. Brita Larson knöt ett antal nya lärare till skolan, däribland Knut Irwe, Rune Lindbladh, Morgan Nicklasson och Lars Larsson.
År 1967 expanderade skolan och övertog 75% av huset på Haga Nygatan 4. Skolan fick nu separata delar för måleri, grafik och skulptur. Två år senare fick skolan sitt första kommunbidrag. År 1968 genomfördes en minnesutställning om Börge Hovedskou på Göteborgs Konsthall. Därigenom fick Brita Larson kontakt med dåvarande intendenten och konsthallschefen Carl-Erik Hammarén, som 1973 blev skolans huvudlärare i måleri och kroki. År 1978 flyttade skolan till nya lokaler på Järntorget 6, och samtidigt ombildades skolan till aktiebolag och fick tvåårig gymnasiestatus, vilket berättigade eleverna till studielån. Efter tio år på Järntorget flyttade skolan till sin nuvarande lokal, Första Långgatan 10. När Brita Larson gick i pension år 2000 tog hon också med sig namnet "Hovedskous" och med Peter Backhaus som rektor döptes skolan om till Göteborgs konstskola. I samband med att Peter Backhaus 2014 gick i pension tog Katarina Elvira Gudrunsdotter över ledningen av Göteborgs Konstskola,